# ロビン・クラスニキ
ロビン・クラスニキ（Robin Krasniqi、1987年4月1日 - ）は、ドイツのプロボクサー。コソボユニク出身。元WBA世界ライトヘビー級暫定王者。

## 来歴
クラスニキはコソボのユニクで生まれたが、コソボ紛争中の幼少期に家族とともにドイツのミュンヘンに移り住んだ。

### プロ時代
2005年、プロデビュー。4回判定負け。
2013年4月20日、ロンドンウェンブリー・アリーナでWBO世界ライトヘビー級王者ネイサン・クレバリーと対戦し、12回0-3（109-119、108-120×2）の判定負けを喫し王座を獲得出来なかった。
2015年3月21日、ロストックのシュタットハレ・ロストックでWBA世界ライトヘビー級王者ユルゲン・ブリーマーと対戦し、クラスニキが9回終了時に棄権した為、王座を獲得出来なかった。
2017年4月22日、エアフルトのメッセ・エアフルトで元WBO世界スーパーミドル級王者アルツール・アブラハムとWBO世界スーパーミドル級挑戦者決定戦を行い、12回0-3（110-118、114-115、111-117）の判定負けを喫しヒルベルト・ラミレスへの指名挑戦権を獲得出来なかった。
2020年10月10日、マクデブルクのGETEC・アレナでWBA暫定・IBO世界ライトヘビー級王者ドミニク・ボーセルと対戦し、3回2分25秒KO勝ちを収め同門対決を制する形で5年振りの挑戦で念願の王座を獲得した。
2021年8月25日、WBAは暫定王座を廃止すると共に指名挑戦権を付与する措置を行った。
2021年10月9日、GETEC・アレナでドミニク・ボーセルとダイレクトリマッチを行い、12回1-2の判定負けを喫しIBO王座の初防衛に失敗し王座から陥落した。

## 獲得タイトル
- WBOヨーロッパライトヘビー級王座
- WBOインターナショナルライトヘビー級王座
- WBAコンチネンタルヨーロッパライトヘビー級王座
- WBAインターコンチネンタルスーパーミドル級王座
- WBOインターコンチネンタルスーパーミドル級王座
- EBUヨーロッパスーパーミドル級王座
- WBA世界ライトヘビー級暫定王座（防衛0=廃止）
- IBO世界ライトヘビー級王座